# Christian Kitzbichler
Christian Kitzbichler (* 1. Oktober 1990) ist ein ehemaliger österreichischer Biathlet.
Christian Kitzbichler lebt in Kössen. Er bestritt 2006 im Rahmen des Europacups, des späteren IBU-Cups der Junioren, mehrere Rennen in Obertilliach. Es dauerte knapp vier Jahre, bis weitere internationale Rennen folgten. Erste internationale Meisterschaften wurden die Juniorenweltmeisterschaften 2010 in Torsby, wo er 51. des Einzels, 38. des Sprints und 49. der Verfolgung wurde. Mit Bernhard Leitinger, Albert Herzog und Michael Hörl verpasste er nur um einen Rang als Viertplatzierter eine Medaille. Es folgte die Teilnahme bei den Juniorenrennen der Europameisterschaften 2010 in Otepää. Kitzbichler wurde 24. des Einzels, 14. des Sprint und 19. des Verfolgungsrennens. Ein Jahr später nahm der Österreicher an den Juniorenweltmeisterschaften in Nové Město na Moravě teil und belegte die Plätze 68 im Einzel, 41 im Sprint, 30 im Verfolgungsrennen und sechs mit Lorenz Wäger, David Komatz und Bernhard Leitinger im Staffelrennen.
2010 bestritt Kitzbichler in Pokljuka im Rahmen des IBU-Cups seine ersten Rennen bei den Männern im Leistungsbereich. In seinem ersten Sprint wurde er 46., in einem zweiten Sprint gewann er als 33. erstmals Punkte. Erst seit der Saison 2011/12 startete er regelmäßig in der zweithöchsten Rennserie des internationalen Biathlonsports. Sein bislang bestes Resultat ist ein 2011 erreichter 21. Platz in einem Sprintrennen in Ridnaun. Erstes Großereignis wurden die Militär-Skiweltmeisterschaften 2010 in Brusson. Kitzbichler wurde 30. des Sprints und 13. im Militärpatrouillenrennen. Nächste internationale Meisterschaften wurden die Europameisterschaften 2012 in Osrblie, wo er 24. im Sprint und 22. der Verfolgung wurde.